# Crannog

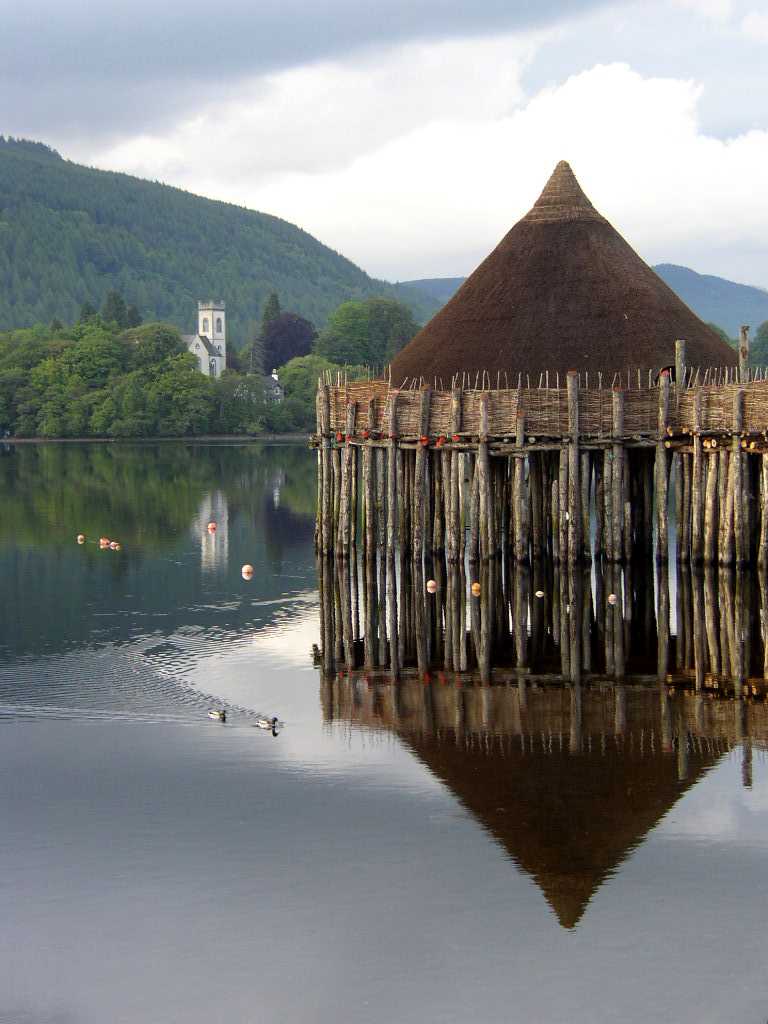
Crannog reconstitué sur le Loch Tay.

Un crannog (également orthographié crannóg ou crannoge) est une île artificielle bâtie durant la Préhistoire en Écosse ou en Irlande. D'une manière plus générale, le nom désigne une plateforme construite en bois sur les eaux peu profondes des lochs, principalement durant le Néolithique.

## Présentation
Le nom viendrait du gaélique irlandais crann signifiant arbre.
L’îlot de Eilean Domhnuill sur l'île de North Uist serait le plus ancien crannog encore visible, il date de la période néolithique (vers 3800-3200 av. J.-C. ). Les crannogs étaient encore utilisés durant l’âge du fer et jusqu’au début de l’époque médiévale, conjointement avec les brochs et les duns.
La plus forte concentration de crannogs se trouve dans la région de Dumfries and Galloway en Écosse. Il en existe aussi dans les Highlands, ainsi qu'en Irlande. 
Des crannogs ont été reconstitués et sont visibles à Craggaunowen en Irlande et au Scottish Crannog centre du loch Tay en Écosse.   

## Construction
L’approvisionnement en nourriture (poisson) et des motifs sécuritaires semblent avoir été les principaux motifs de construction des crannogs. La construction d’un crannog repose sur l'existence d'une petite île ou d'un haut-fond situé sur un loch ou dans une zone marécageuse. À cet endroit sont alors plantés des pieux de chêne, formant un cercle d’environ 60 mètres de diamètre. Les pieux sont joints par des branches entrelacées selon la technique du clayonnage. L’espace intérieur ainsi délimité est ensuite comblé avec des troncs d’arbres, puis des branches, des pierres, de l’argile, de la tourbe et tous autres matériaux rapportés depuis la terre ferme. Le centre du crannog est occupé par un foyer construit avec de pierres plates et une habitation de bois est édifiée autour. Plusieurs habitations peuvent être construites sur un unique crannog.
L’accès au crannog se faisait souvent à l’aide d'une pirogue mais un crannog pouvait aussi être relié à la rive par une chaussée empierrée ou en bois, qui demeure immergée, permettant ainsi une plus grande sécurité face à d’éventuels intrus. 
Des ossements de bétail, cerfs et de porcs ont été retrouvés lors de fouilles de crannogs.